# Championnats du monde juniors de ski alpin 1995
Navigation
Édition précédente Édition suivante
Les Championnats du monde juniors de ski alpin 1995 sont la quatorzième édition des Championnats du monde juniors de ski alpin. Ils se déroulent du 16 au 21 mars 1995 à Voss, en Norvège. L'édition doit comporter dix épreuves : descente, super G, slalom géant, slalom et combiné dans les catégories féminine et masculine. Néanmoins les combinés ne sont pas des courses supplémentaires mais la combinaison des résultats des descentes, slaloms géants et slaloms. De plus les deux super G sont annulés. Les athlètes suisses remportent la moitié des titres, l'intégralité des titres féminins, et la Suisse fini en tête au tableau des médailles devant l'Autriche et l'Italie. Côté performances individuelles, la Suisse Marlies Öster et l'Autrichien Christoph Gruber remportent tous deux deux titres.

## Tableau des médailles
| Rang  | Nation    | Or | Argent | Bronze | Total |
| ----- | --------- | -- | ------ | ------ | ----- |
| 1     | Suisse    | 4  | 3      | 1      | 8     |
| 2     | Autriche  | 3  | 1      | 1      | 5     |
| 3     | Italie    | 1  | 1      | 2      | 4     |
| 4     | Norvège   | 0  | 1      | 1      | 2     |
| 4     | Allemagne | 0  | 1      | 1      | 2     |
| 6     | Suède     | 0  | 1      | 0      | 1     |
| 7     | France    | 0  | 0      | 1      | 1     |
| 7     | Slovénie  | 0  | 0      | 1      | 1     |
| Total | Total     | 8  | 8      | 8      | 24    |

## Podiums

### Hommes
| Épreuves                       | Or                        | Argent                           | Bronze                           |
| ------------------------------ | ------------------------- | -------------------------------- | -------------------------------- |
| Descente 16 mars 1995          | Kurt Sulzenbacher Italie  | Norbert Holzknecht (de) Autriche | Paolo Lampredi (it) Italie       |
| Super G                        | Épreuve annulée           | Épreuve annulée                  | Épreuve annulée                  |
| Slalom 19 mars 1995            | Florian Seer Autriche     | Marco Casanova Suisse            | Albert Leichtfried (it) Autriche |
| Slalom géant 21 mars 1995      | Christoph Gruber Autriche | Marc Kühni (it) Suisse           | Jeff Piccard France              |
| Combiné 16, 19 et 21 mars 1995 | Christoph Gruber Autriche | Walter Girardi (it) Italie       | David De Costa (it) Italie       |

### Femmes
| Épreuves                       | Or                      | Argent                            | Bronze                            |
| ------------------------------ | ----------------------- | --------------------------------- | --------------------------------- |
| Descente 16 mars 1995          | Sylviane Berthod Suisse | Cecilie Hagen Larsen (it) Norvège | Elisabeth Brandner (it) Allemagne |
| Super G                        | Épreuve annulée         | Épreuve annulée                   | Épreuve annulée                   |
| Slalom 18 mars 1995            | Marlies Öster Suisse    | Karin Roten Suisse                | Cecilie Hagen Larsen (it) Norvège |
| Slalom géant 20 mars 1995      | Karin Roten Suisse      | Sandra Hälldahl (it) Suède        | Catherine Borghi (it) Suisse      |
| Combiné 16, 18 et 20 mars 1995 | Marlies Öster Suisse    | Maren Günter (de) Allemagne       | Špela Bračun Slovénie             |